# MonStAR
«MonStAR» es un sencillo de la cantante y seiyū japonesa Aya Hirano. Fue lanzado el 5 de diciembre de 2007 y producido por Lantis. Es el sexto maxisencillo de Aya Hirano y el último lanzamiento de su campaña de sacar un sencillo durante 3 meses consecutivos. 

## Lista de canciones
1. «MonStAR»
  - Intérprete: Aya Hirano
  - Letra: meg rock
  - Compositor: Katsuhiko Kurosu
  - Arreglos: nishi-ken
2. «Love Song»
3. «MonStAR» (off vocal)
4. «Love Song» (off vocal)